# Сярна гъба
Сярната гъба (Laetiporus sulphureus или Polyporus sulphureus) е вид базидиева дървесна гъба с ярки, жълти и оранжеви езиковидни плодни тела.
Цветът на плодните тела варира. Отначало, безформените млади тела са оцветени бледо до ярко жълто. След известно развитие гуглата приема формата на ветрило и може да се обагри с огнени оранжеви и червени нюанси като ръбовете и връхчетата остават жълти. При остарелите гъби цветовете избледняват. Тръбичките, които се намират върху долната страна на гуглите са жълти.
Месото е сравнително жилаво и с възрастта става твърдо. Консистенцията на младите плодни тела и меките ръбове на развитите гъби имат плътност наподобяваща пилешко месо. Вкусът на пресните гъби е кисел. Миризмата е на гъби, силна, понякога кисела.
Гъбата расте върху живи и мъртви дървета, широколистни и по-рядко иглолистни. Въпреки че предизвиква гниене на дървесина при живите дървета, съществува спор дали сярната гъба е паразит или не. В повечето случаи наличието на сярна гъба причинява вреда на дървото домакин. Среща се рядко, но в големи количества и често плододава на същото дърво няколко години подред. Сезонът е от ранна пролет до късна есен.
Сярната гъба е ядлива за някои, но за други не, поради възможността те да са алергични към нея. Ядат се младите плодни тела и меките части на по-старите екземпляри, като винаги се експериментира с малки количества ако ще ги яде човек без предишен опит. Симптоми на алергична реакция са: проблеми с храносмилането, халюцинации при деца и др. За повечето хора сярната гъба е безвредна и дори вкусна. Поради месото си, гъбата са счита от вегетарианците за заместител на пилешкото месо. Добре приготвените късове ог гъбата се различават трудно от късове пилешко месо. Именно заради тези свои качества, сярната гъба се нарича „Chicken of the Woods“ (преведено „пилето на горите“) във Великобритания и други англоговорещи страни.